# 小行星3099
小行星3099（3099 Hergenrother）是一颗围绕太阳公转的小行星。1940年4月3日，爾約·維薩拉在图尔库发现了此天体。
該小行星以美國天文學家卡爾·W·赫根羅特命名。
这颗小行星的绝对星等为148.2307965481493等。